# Herinneringsmedaille voor de Spaanse Vrijwilligers van de Blauwe Divisie
De Herinneringsmedaille voor de Spaanse Vrijwilligers van de Blauwe Divisie (Spaans: Medalla de la Campaña de Rusia) is een Spaanse militaire onderscheiding. Deze medaille werd op 9 november 1943 ingesteld. De medaille werd aan de vrijwilligers van de Blauwe divisie die tijdens de Tweede Wereldoorlog aan het Oostfront vochten verleend. Deze divisie was onder het commando van de Heer van de Wehrmacht gesteld. Dit was een manier van Francisco Franco om het Groot-Duitse Rijk van Adolf Hitler te helpen, en het terug te "betalen" voor hun hulp tijdens de Spaanse Burgeroorlog.

## Uiterlijk
- Op voorzijde van de medaille staat de Spaanse nationale adelaar, met daarvoor het IJzeren Kruis en een swastika. Boven de adelaar een Falangistisch symbool, alles omringd door een lauwerkrans, met daar bovenop een kroon.
- Op de achterzijde staat het Kremlin van Novgorod omringd door een ketting, met de inscriptie "Rusland 1941".

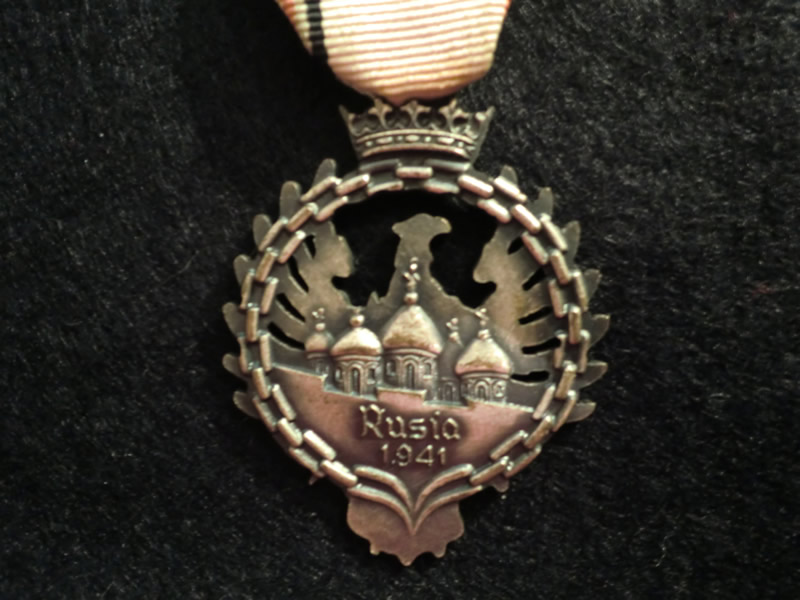
Achterzijde herinneringsmedaille.